# Archiborborus simplicimanus
Archiborborus simplicimanus är en tvåvingeart som beskrevs av Richards 1931. Archiborborus simplicimanus ingår i släktet Archiborborus och familjen hoppflugor. Inga underarter finns listade i Catalogue of Life.